# 身体障害者手帳

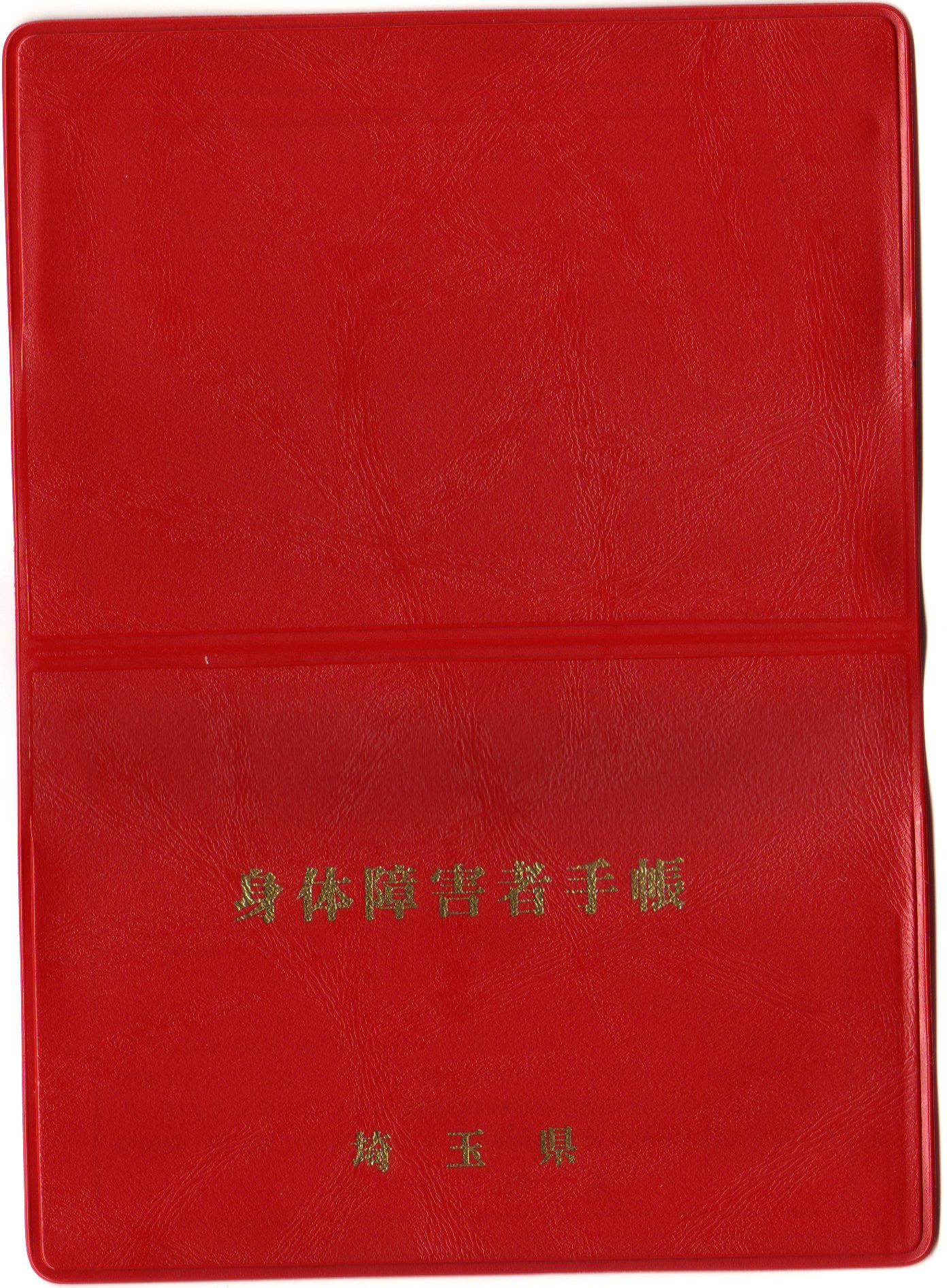
身体障害者手帳の表紙

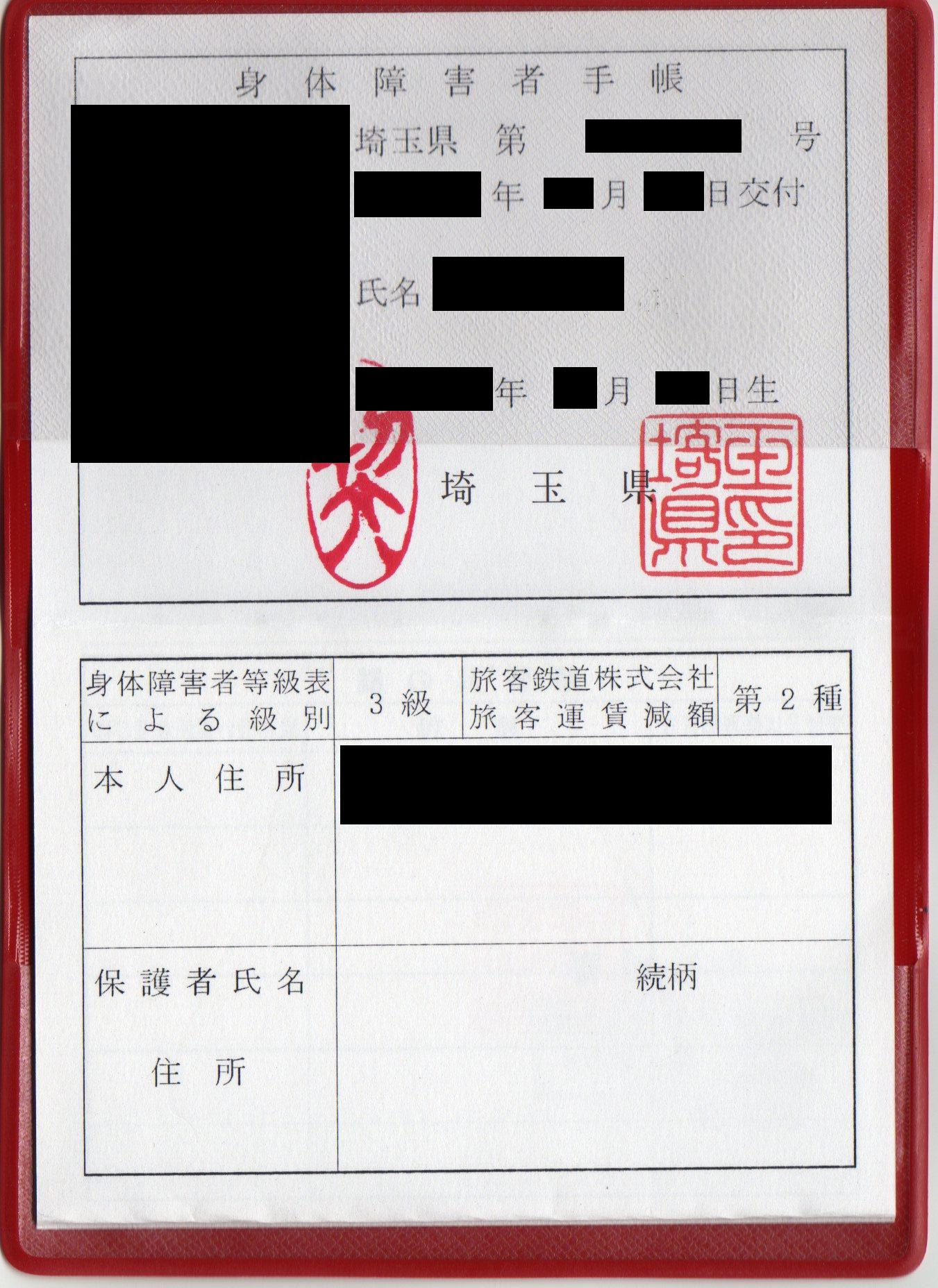
身体障害者手帳の証明欄

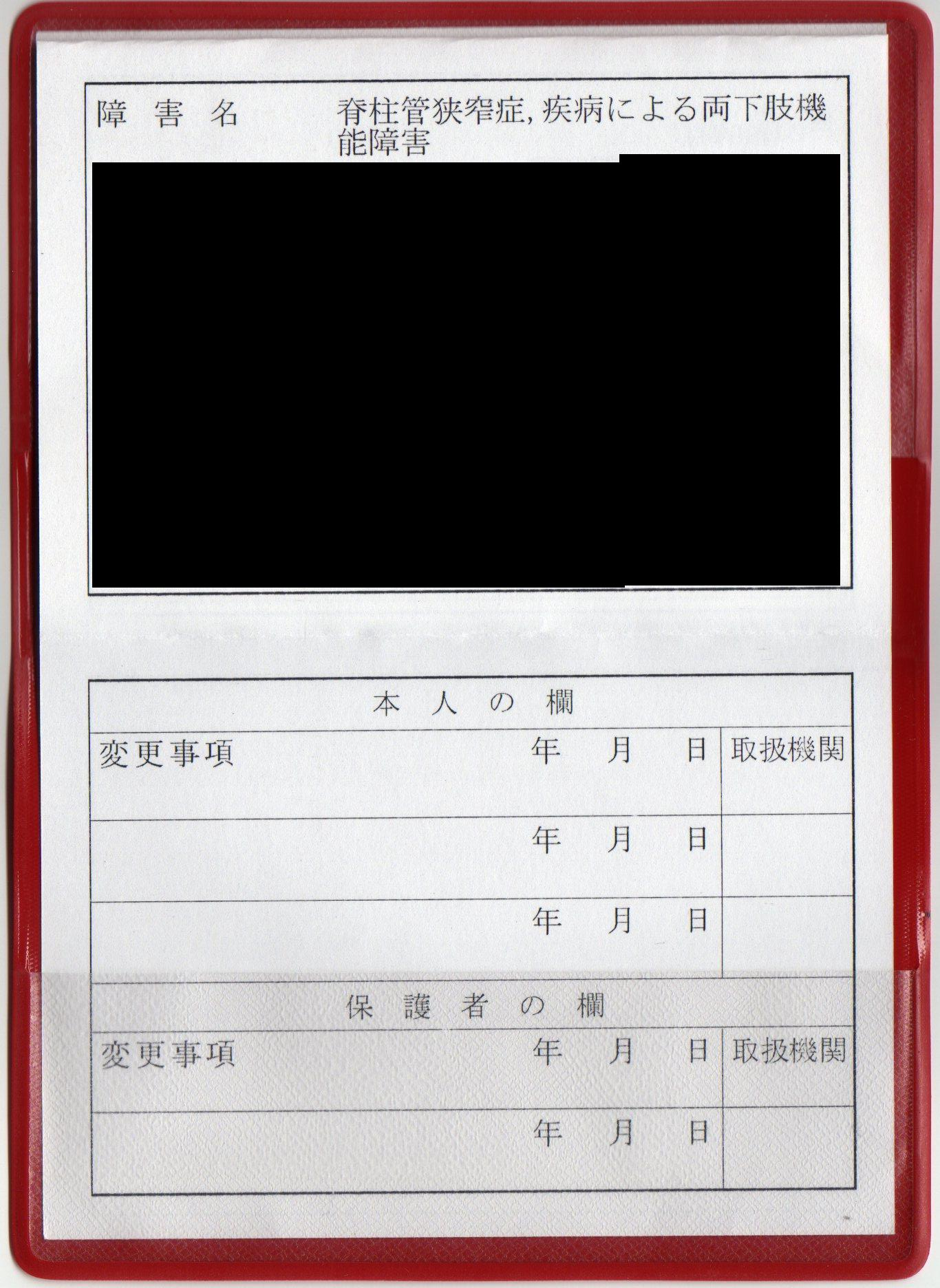
身体障害者手帳の詳細欄

身体障害者手帳（しんたいしょうがいしゃてちょう）は障害者手帳の1つで、「身障者手帳」と略称もある。

## 対象疾患
「身体障害者」の定義は身体障害者福祉法と身体障害者福祉法施行規則によって定義され以下がある。
- 視覚障害
- 聴覚または平衡機能の障害

聴覚障害・平衡機能障害
- 音声機能、言語機能又は咀嚼機能の障害
- 肢体不自由

上肢機能障害・下肢機能障害・体幹機能障害・乳幼児期以前の非進行性の脳病変による運動機能障害（上肢機能障害・移動機能障害）
- 心臓、腎臓若しくは呼吸器又は膀胱若しくは直腸、小腸、ヒト免疫不全ウイルスによる免疫若しくは肝臓の機能の障害（内部障害）
  - 心臓機能障害（心不全）
  - 腎臓機能障害（腎不全）
  - 呼吸器機能障害（呼吸不全）
  - 膀胱又は直腸機能障害
    - 人工膀胱
    - 人工肛門
    - 腸瘻

  - 小腸機能障害
    - 小腸大量切除を行う疾患・病態（上腸間膜血管閉塞症・小腸軸捻転症・先天性小腸閉鎖症・壊死性腸炎・広範腸管無神経節症・外傷）
    - 小腸疾患で永続的に小腸機能の著しい低下を伴うもの（クローン病・腸管ベーチェット病・非特異性小腸潰瘍・特発性仮性腸閉塞症・乳児期難治性下痢症・吸収不良症候群）

  - ヒト免疫不全ウイルスによる免疫機能障害
  - 肝臓機能障害（肝不全・非代償性肝硬変）

### 種別と等級
種別と等級は数字で表され、数字が小さい程重度である。最高度は1級。障害が複数ある場合は各部位に対して個別に等級がつき、合計で手帳等級が決定される。第1種で1〜4級は重度（特別障害者）、第2種で1級以下は中度・軽度（一般障害者）に区別される。
また、肢体不自由には等級上「7級」が存在するが、単独の障害では交付されない。7級の障害が2つ以上重複している場合は6級として扱われ、手帳が交付される。

## 手続き
身体障害者福祉法第15条に基づき、対象者の居住地の都道府県知事が発行する。ただし、対象者の居住地が政令指定都市か中核市である場合はその政令指定都市・中核市、都道府県から発行権限が移譲された市町村である場合はその市町村、鳥取県鳥取市・岩美町・若桜町・智頭町・八頭町である場合は鳥取市が発行する。
顔写真、診断書、意見書の提出で申請する。国民年金第2号被保険者と任意加入被保険者が持てる手帳。再交付には新しい顔写真等が必要。
身体障害者手帳の不正使用の例としては、有料道路通行料の割引を受けるために、健常者が身体障害者手帳の証明写真を貼り替えて行使する事案が発生した。これは有印公文書偽造罪及び同行使罪（また場合によっては詐欺罪）が適用され、罰せられる犯罪行為である。
また手帳を貸与・譲渡した者にも、手帳返還命令が下される（身体障害者福祉法第16条2）
身体障害者福祉法施行規則第3条各号の規定により、乳幼児にかかる障害等級認定に際しては、先天性欠損等障害の改善が見込めないものを除き、成長に応じてその症状の変化の可能性がありうるため、概ね6歳時を目処に再度認定手続きを要請される。また今後病状の変化（軽度化もしくは重度化）が見込まれる等の理由で、医師の診断書に「将来再認定の必要」に関する記述がある場合にも、再度認定手続きを要請される（1年後または3年後もしくは5年後）。
身体障害者手帳のデザイン（表紙の色など）は、全国統一ではなく都道府県で異なる。したがって他県にてサービスを受けようとして手帳の表紙のみを呈示しても、係員が身体障害者手帳であることを理解できずにサービスを断られることもある。その場合には、本人の写真、障害の種類が記載されているページを開いて呈示すると、身体障害者手帳であることが相手に分かる。
またJR等の鉄道事業者が設けている割引（大部分の私鉄はJRに準ずる）を受ける場合は、手帳に「旅客鉄道会社運賃割引・第1種」等の記載があるので、その部分も見せるようにする（割引が適用される条件については障害の種類や鉄道会社によって異なるので、利用する場合各自で確認されたい。ただし「旅客鉄道会社運賃割引」の記載がない手帳は、JR等の割引は受けられない。また、この制度は日本国内の居住者が対象であるので海外で発行された身体障害についての証明書では割引はない）。

## 福祉サービスの具体的内容
- 福祉機器（車椅子、義肢、装具、盲人安全つえその他多数）の交付
- 家族向け公営住宅の抽選倍率が優遇、単身での入居資格が与えられる。
- 医療費（健康保険の自己負担分）助成[注釈 1]
- 所得税・住民税
  - 障害者控除の適用（所得控除）
    - 同居特別障害者の場合・所得税75万円、住民税53万円
    - 同居以外の特別障害者の場合・所得税40万円、住民税30万円
    - 特別以外の普通障害者の場合・所得税27万円、住民税26万円

  - マル優の利用が可能
  - 退職所得控除額の100万円増額（障害者になったことによる退職）
- 相続税
  - 障害者控除の適用（税額控除）
    - 特別障害者の場合・85歳に達するまでの年数に20万円を乗じた金額
    - 一般障害者の場合・85歳に達するまでの年数に10万円を乗じた金額
- 贈与税
  - 一定の信託契約に掛る信託受給権の障害者非課税枠の適用[注釈 2]
    - 特別障害者の場合・6000万円まで非課税
    - 一般障害者のうち精神に障害のある者の場合・3000万円まで非課税
- JR・大手私鉄[注釈 3][注釈 4]
  - 第1種：介護人同伴の場合は本人、介護人とも普通乗車券、普通急行券[注釈 5]、回数乗車券[注釈 5][注釈 6]、定期乗車券[注釈 5][注釈 7]が全区間5割引。本人単独の場合は普通乗車券のみが片道100km（営業キロ等）を超えて5割引[注釈 8]。
  - 第2種：本人のみ普通乗車券のみが片道100km（営業キロ等）を超えて5割引。本人が満12歳未満で介護人同伴の場合は介護人のみ定期乗車券[注釈 5][注釈 7]のみが全区間5割引。
- 一部鉄道事業者[注釈 9]
  - 第1種：介護人同伴の場合は本人、介護人とも普通乗車券、回数乗車券[注釈 6][注釈 10]、定期乗車券[注釈 7][注釈 10]が5割引。本人単独の場合は主に普通乗車券のみ[注釈 11]が自社局線内に限り5割引[注釈 8]。
  - 第2種：本人のみ主に普通乗車券のみ[注釈 11]が自社局線内に限り5割引。本人が満12歳未満で介護人同伴の場合は介護人のみ主に定期乗車券[注釈 5][注釈 7]のみが5割引[注釈 12]。
- バス
  - 第1種：本人、介護人とも5割引[注釈 13]
  - 第2種：本人のみ[注釈 14]5割引[注釈 13]。
- タクシー
  - 居住自治体が地元タクシーの割引券を交付することが多い。また、障害者手帳の提示で割引される。
- 公共施設
  - 都道府県立施設や博物館・動物園の入場料や駐車料金が、免除されたり割引されたりする。
- 自動車関連
  - 自動車税の減免。特殊仕様車（福祉改造車両）の改造費用助成
  - 高速道路及び有料道路の通行料金割引[注釈 15]
  - 駐車禁止除外標章の交付[注釈 16][注釈 17]
- 携帯電話
  - 基本料金や通話料金や付加サービスに割引。詳細は「携帯電話料金の障害者割引」。
- 日本郵便株式会社[注釈 18]
  - 障害者手帳1級及び2級の場合、無地又はインクジェット紙、又はくぼみ入り通常郵便葉書20枚を、4月から5月に申請により配布
- NHK放送受信料　
  - 世帯の課税状況や障害の程度や種類により、全額免除か半額免除される場合がある[7]。